# صفر تا یک
کتاب صفر تا یک: یادداشت‌هایی دربارهٔ استارتاپ‌ها، یا چگونه آینده را بسازیم (به انگلیسی: Zero to One: Notes on Startups, o
r How to Build the Future) به قلم پیتر تیل و بلیک مسترز در سال ۲۰۱۴ منتشر شد. پیتر تیل، یک سرمایه‌گذار خطرپذیر، یکی از بنیان‌گذاران پی‌پل و نیز یکی از سرمایه‌گذاران اولیه فیس‌بوک است. این کتاب در واقع چکیده‌ای از یادداشت‌های آنلاین و بسیار پرطرفدار جمع‌آوری شده توسط بلیک مستر (دانشجوی پیتر تیل) است که در بهار ۲۰۱۴ در دانشگاه استنفورد تدریس شد.
این کتاب را مترجمان متعددی به فارسی ترجمه کرده‌اند.